# 腊月布拉达跳神大会
腊月布拉达跳神大会是藏传佛教的重要节庆。每年腊月的时候在中国西藏布达拉宫仁乃贡萨殿前举行。甚為盛大，拉薩民眾多會前往參與觀賞，跳神大會的作用，在于驱除魔鬼，並预先慶祝第二年的如意吉祥。